# 賴碧霞
賴碧霞（1932年10月31日—2015年1月18日），本名賴鸞櫻，臺灣新竹縣橫山鄉人，重要傳統藝術客家山歌保存者（即「人間國寶」），考試委員趙麗雲之母。

## 生平
出生於竹東橫山大山背（今橫山鄉豐鄉村），為家中長女，父賴阿隆，母陳秋妹。小學四年級，她的日籍音樂老師發現她的音樂天才，並致力培養她成為一名出色的聲樂家，除利用課外時間教授樂理之外，更積極遊說其父母同意讓其赴日深造，並提出意願全額資助栽培，但因父親堅決反對而落空。戰後，原先在五峰鄉工作的父親退休返回平地竹東鎮定居，賴碧霞此時反而是常往山裡學習客家山歌。
小學畢業後，因精通客語、臺語、日語，略懂泰雅語，順利應徵張學良軟禁處的電話接線生，後勤學國語，工作上頗受長官青睞。十七歲時與遼寧瀋陽籍外省人趙恩林結婚。丈夫透過相機捕捉，記錄許多妻子的演出、教學等，支持她的民謠演唱。
十九歲向胡琴師傅官羅成學唱山歌、跋山涉水向賴廷漢學習三腳採茶戲唱腔；後擔任電臺主持時，向蘇萬松習得「蘇萬松調」說唱方式，也請教過從賣藥膏的江湖術士到風月場所的表演者等形形色色人物。
二十二歲，森永牛奶在1954年初進台灣，主銷森永牛奶粉，賴碧霞獲得隨車環台的廣告播音員，成為紅牌廣告播音員，因能說臺語、客家語、日語、國語，各家廠商也無不爭相挖角，還曾替味王味精擔任過廣告播音代言人。二十三歲，受聘在新竹台聲電台、桃園先聲電台、竹南天聲電台、屏東燕聲電台、中廣苗栗電台擔任節目製作及主持人，並在其節目中演唱客家民謠如《二十四孝》、《姜安送米》等等。後來受到廣大聽眾的歡迎以及許多前輩們的支持與鼓勵，賴碧霞而著手編一些笑劇、相聲、勸善之類的戲曲，更完成也是當時唯一一部的客語電影《茶山情歌》，還有完全由賴碧霞一人演唱、由京劇改編之大戲《趙五娘》。
1963年以後，專任於中廣苗栗電台，擔任節目《好家庭》製作及主持人，直到1971年底退休，廣播生涯有十六年之久。退休後，陪同小女兒趙麗雲北上唸書，並著手將以往收集之客家歌謠整理、分類、歸檔，著書立論。退休之後，仍常往學校、社團、銀髮族、親子班教學，分文不收。1994年成立「碧霞鄉土客家民謠劇團」。
1973年，拍攝純客語電影《茶山情歌》，為黑白片，在客家村大受歡迎，在屏東就連演了二十五天，在楊梅更打敗了捲土重映的《梁山伯與祝英台》。電影拍攝地點為五鶴山五穀宮。以往所謂客語電影，全是臺語電影發行後加工改配的。
2015年1月18日晚9時，病逝於桃園中壢家中，享壽82歲。

## 榮耀
先後獲得政府頒發民族藝術薪傳獎、客家文化傑出獎、客家歌曲貢獻獎、金曲獎傳統暨藝術音樂類評審團獎，2011年獲為「重要傳統藝術客家山歌保存者」，2012年6月得到第十六屆國家文藝獎。

## 作品
所編歌詞以山歌及小調居多，內容以生活時事為主，且將歌謠融入電影、採茶戲等劇本，灌錄唱片多達百餘張，劇本撰寫達二十餘冊。
- 《離別相勸歌》
- 《臺灣客家山歌》
- 《賴碧霞的客家民謠》
- 《客家民謠集》[8]

## 語錄
- 「上台十八歲、下台八十歲」[4]。

## 外部連結
- 賴碧霞的Facebook專頁
- 臺灣音樂群像 賴碧霞 （页面存档备份，存于）
- 賴碧霞音樂紀念館 （页面存档备份，存于）